# Алатырская провинция
Алатырская провинция — одна из провинций Российской империи. Центр — город Алатырь.
Алатырская провинция была образована в составе Нижегородской губернии по указу Петра I «Об устройстве губерний и об определении в оныя правителей» в 1719 году. В состав провинции были включены города Алатырь, Курмыш и Ядрин. По ревизии 1710 года в провинции насчитывалось 11,0 тыс. крестьянских и 4,0 тыс. ясачных дворов.
В ноябре 1775 года деление губерний на провинции было отменено.